# Orfisme (religie)

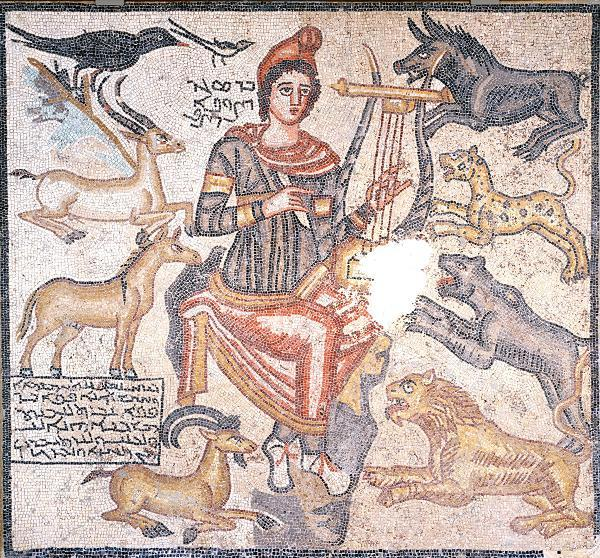
Orpheus

Het orfisme was de naam voor een complex van religieuze praktijken, overtuigingen en teksten uit de klassieke en hellenistische oud-Griekse cultuur. Het orfisme kwam op in de zesde eeuw v.Chr. Het is geen duidelijk omschreven mysteriegodsdienst, maar manifesteert zich in religie, filosofie en literatuur, met als verbindende factor de mythische Orpheus. Volgens klassieke bronnen zou hij de grondlegger zijn van diverse cultussen en rituelen. Orpheus is waarschijnlijk om zijn sjamanistische eigenschappen als auteur van religieuze en esoterische teksten aangewezen.

## Definitie
Kennis van het orfisme is gebaseerd op archeologische vondsten en overgeleverd tekstmateriaal, al is het bronmateriaal schaars, versnipperd en niet eenduidig. Volgens classicus M.L. West moet het materiaal niet beschouwd worden als onderling verwant en als manifestatie van één georganiseerde religie. In plaats daarvan is en was een tekst 'orfisch' zodra die toegeschreven werd aan Orpheus. Orfici zijn dan personen die hun eigen overtuigingen op de een of andere manier verbinden aan Orpheus. Verder wordt de identificatie van bronmateriaal bemoeilijkt doordat het orfisme niet helemaal nieuw was, maar raakvlakken had met andere stromingen en cultussen, zoals het pythagorisme, de Eleusische en de Bacchische mysterieën. Bovendien aanbaden de orfici geen eigen godheid.

## Orpheus' rol

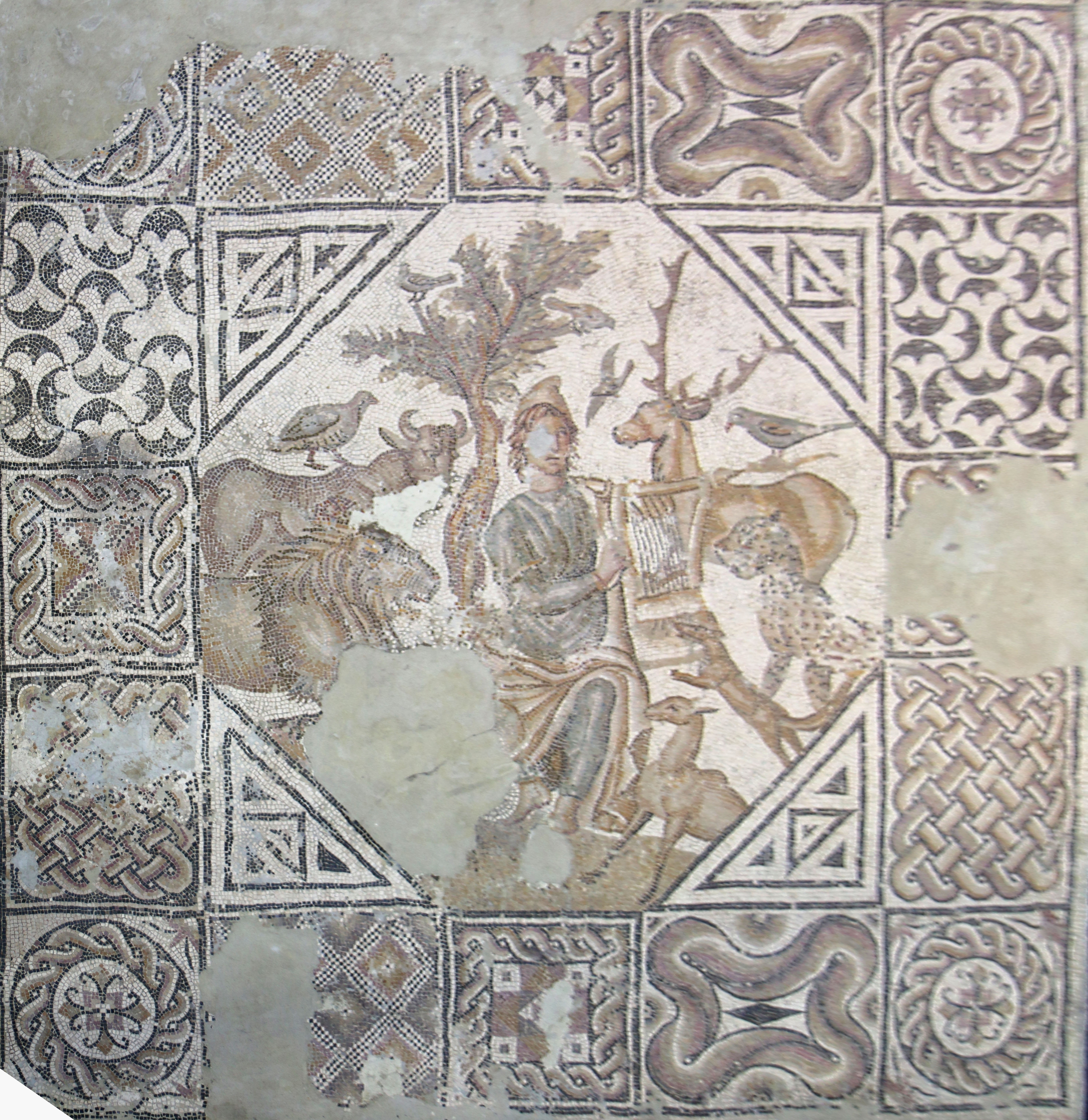
Mozaïek van Orpheus met dieren. Musée d'Arles antique.

Orpheus vindt zijn oorsprong in Thracië of, mogelijk, noordelijker. Hij zou van oorsprong een sjamaan geweest kunnen zijn. Hij bezat volgens de overlevering immers het vermogen om de bezielde en onbezielde natuur in vervoering te brengen met zijn uitmuntende zangkunst en lierspel. Daarnaast vond hij zijn weg naar de Hades, waar hij met zijn kunsten de vorsten overhaalde hem zijn overleden vrouw Eurydice terug te geven. Hij kende dus de geheimen van de onderwereld. Orpheus vond de dood doordat hij aan stukken gescheurd werd door bacchanten, vrouwelijke volgelingen van Dionysus, die eveneens aan stukken gescheurd werd en daarna herboren is. Dit is geduid als sjamanistisch inwijdingsritueel. Na zijn dood zou Orpheus' hoofd zijn blijven praten en orakels geven. Voor Grieken gold hij dan ook als een exotische wonderdoener.
Aan Orpheus als 'de grote sjamaan uit het verleden' werden aanvankelijk dan ook teksten toegeschreven die een religieus-sjamanistisch karakter hadden. Zo circuleerden teksten met magische spreuken onder zijn naam, en moet ooit een Afdaling naar de Hades bestaan hebben, waarin Orpheus verslag doet van zijn tocht naar het schimmenrijk en wat hij daar zag. Vervolgens werd in de late zesde en vroege vijfde eeuw v.Chr. zijn naam verbonden met allerlei teksten die de waarheid zouden onthullen over de lotsbestemming van de ziel en de heilige geschiedenis van de goden. Zulke toeschrijvingen verschaften de tekst of de overtuiging autoriteit door het gezag en de vermeende ouderdom van die mythische figuur.

## Kenmerken

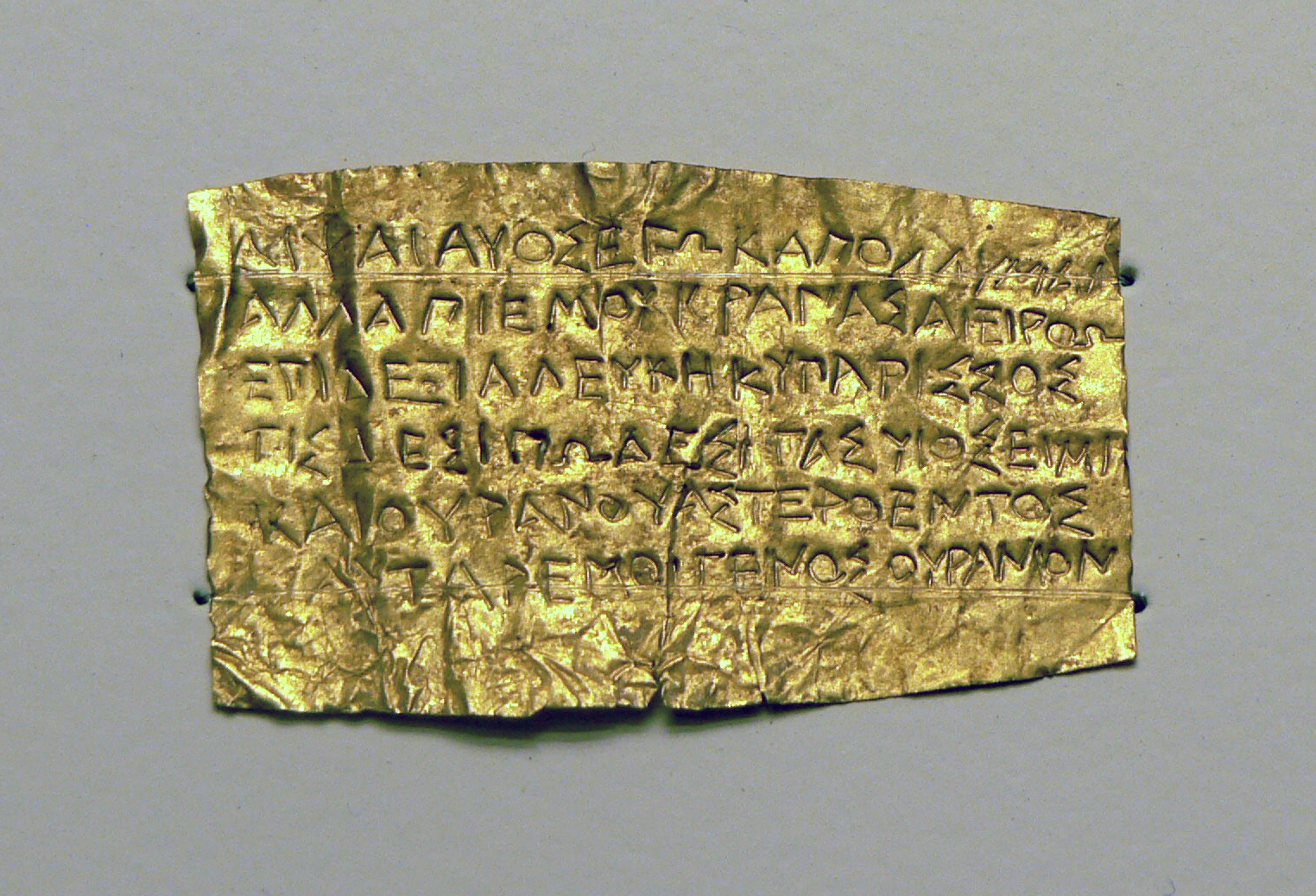
Gouden plaat met orfisch gebed. Gevonden ineen bronzen urn in Tessaglia. Datering: 4e eeuw v.Chr. Thans bewaard in het J.P. Getty-museum. Vertaling tekst:
'I am parched with thirst and I perish.
But give me to drink from the everflowing spring.
On the right is a white cypress.
“Who are you? From where are you?” I am the son of Earth
and starry Heaven.
But my race is heavenly.'

Als mysteriegodsdienst bleef bij orfici veel kennis binnen de besloten kring van geïnitieerde individuen. Dat leidt tot een karig beeld van de overtuigingen en geloofspraktijken die orfici eropna hielden. Bovendien was het orfisme niet geïnstitutionaliseerd, maar gevarieerd. De nadruk lag, in tegenstelling tot de grote mysteriën van Eleusis en Samothrake, op individuele inwijding. Enkele eigenschappen lijken echter gangbaar te zijn geweest onder de mensen die als orfici bekend waren. Diverse opvattingen die als orfisch golden, staan vermeld in de zogeheten gouden plaatjes (of tabletten) die gevonden zijn in graven, waarop gebeden staan die de overledene een voorspoedige overgang moesten bezorgen. Hier volgt een voorbeeld:
1   'Ik kom van de zuiveren, zuiveren, koningin van de onderwereldse wezens,
2   Eucles, Euboules en de andere onsterfelijke goden.
3   Omdat ook ik me erop beroem tot jullie gezegende ras te behoren,
4   maar het lot onderwierp me, en hij die verwondt vanaf de sterren met bliksem [Zeus].
5   Ik snelde voort uit de pijnlijke cirkel van diepe droefenis,
6   ik wierp mezelf met behendige voeten naar de zo verlangde kroon,
7   en ik stortte voor de schoot van mijn vrouwe, de onderaardse koningin:
8   "Blij en gelukkig, je zult een god zijn, je was van de sterfelijken."
9   Een kind, ik viel in de melk.'
Een ascetische levenswijze was belangrijk om rein te zijn. In de Phaedo (69c) vermeldt Plato bijvoorbeeld de orfische kekatharménoi ('gereinigden') en tetelesménoi ('zij die aan de riten hebben deelgenomen'). Er zijn diverse gouden plaatjes gevonden in graven met orfische gebeden waarop de overledene bijvoorbeeld 'zuiver' genoemd wordt. Zo beginnen meerdere met frasen als 'Ik kom van de [groep van] zuiveren' (regel 1). Zuiver duidt enerzijds op het in acht nemen van diverse regels die de orfici onderscheiden, en anderzijds op het in acht nemen van zuiverende riten door de spreker. Reinheid werd verkregen door middel van vegetarisme, onthouding van bonen en eieren, geen kleding van wol te dragen en het afzweren van seksualiteit.
Orfici geloofden in beloning of straf voor de ziel in het hiernamaals, afhangend van of men goed of slecht geleefd heeft. Plato schrijft in De staat (boek II, 364e - 365a) bijvoorbeeld: 'Een hele vracht boeken slepen ze aan, van Musaeus, van Orpheus, kinderen van Selene en van de Muzen, zoals ze beweren. En op het gezag van die schriften regelen ze hun offers. Zowel enkelingen als staten proberen ze wijs te maken dat het zo voor levenden als voor doden mogelijk is vergiffenis en reiniging van hun ongerechtigheden te bekomen door offers en door de genoegens van het spel: en dat noemen ze dan inwijdingen, die ons vrijwaren voor alle kwaad hiernamaals. Wie echter niet offert, staan vreselijke straffen te wachten.'
Alleen door inwijding in bepaalde verborgen kennis krijgt het individu inzicht in de waarheid van zijn eigen natuur. Hierin vindt hij verlossing uit de gevangenis van het lichaam (regels 4 en 5). De mens is van goddelijke origine (regel 3), en door kennisname van de verborgen waarheden kan de geest terugkeren naar het gezelschap van de goden. Een belangrijk deel van de kennis voor ingewijden was wat er na het overlijden precies gezegd moest worden tegen de wachters en vorsten van de onderwereld.
Mogelijk zielsverhuizing (metempsychosis). Dit is niet zeker. In de Meno (81b) stelt Plato: 'Ze beweren namelijk dat de ziel iets onsterfelijks is. Wel bereikt ze nu eens haar eind - dat heten de mensen 'sterven' - maar dan weer ontstaat ze opnieuw.' Het is echter omstreden of dit verwijst naar pythagoreïsche of orfische leer. Archeologische vondsten geven weinig uitsluitsel. Twee gouden plaatjes uit een graf bij het antieke Pelinna bevatten orfische tekst, waarin gesproken wordt van één cyclus: leven – dood – leven (na de dood). Ook de orfische benen tabletten uit Olbia (5e eeuw v.Chr.) noemen alleen deze sequentie.

## Mythologie

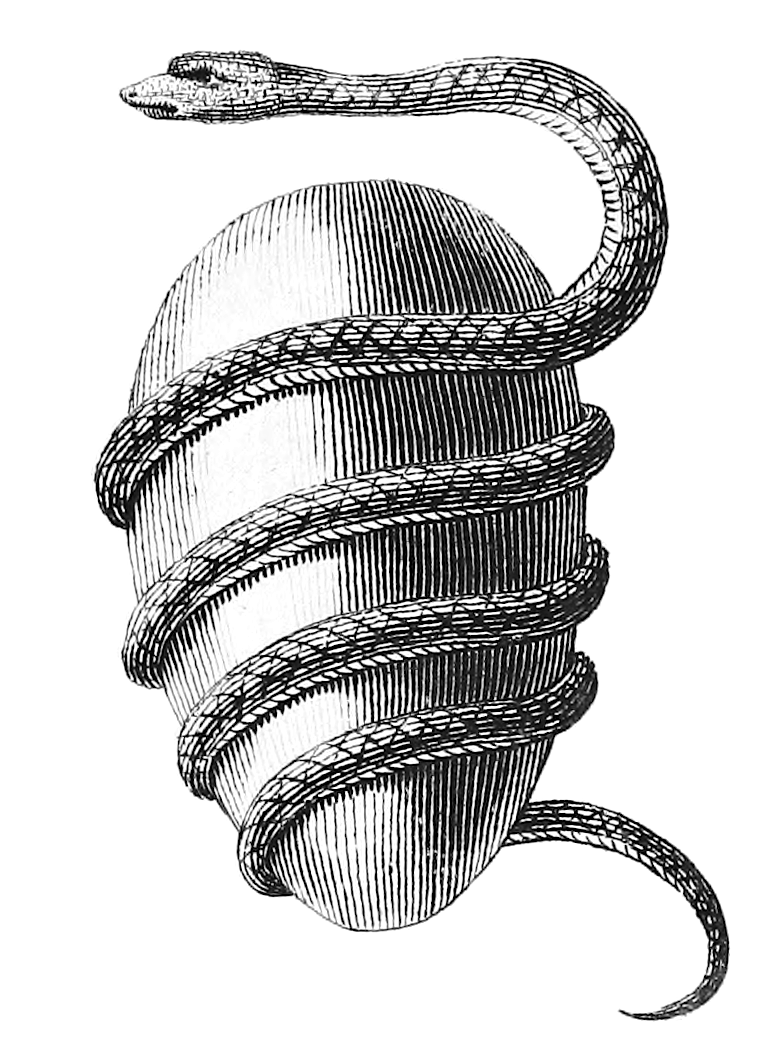
The Orphic Egg, door Jacob Bryant, uit A New System or Analysis of Ancient Mythology, 1774.

In orfische kringen waren theogonieën bekend die afweken van bijvoorbeeld Hesiodos' Theogonia. Afhankelijk van de versie zijn de godin Nacht (Nyx) en Tijd (Aiōn) de oerwezens en de bron van de schepping. Uit hen komt een kosmisch ei voort, en daaruit wordt Phanes geboren (die meerdere namen heeft, waaronder Protogonos). Deze hermafrodiet brengt vervolgens de goden voort en verdwijnt naar de achtergrond. Er bestaan echter verschillende theogonische versies.
Andere belangrijke goden zijn Dionysus, met wie Orpheus verbonden is, en Persephone, koningin van de onderwereld. Hoewel ascetisme, vegetarisme en metempsychose ook pythagoreïsch zijn, ligt hier een punt van verschil: Apollo was de god van de pythagoreërs, niet Dionysus.

## Bronmateriaal
In de klassieke oudheid moet een aanzienlijke hoeveelheid orfische literatuur (orfica) bestaan hebben. Er zijn nog veel titels bekend, met name dankzij de Byzantijnse Suda een grote encyclopedie. In de Fragmente der Vorsokratiker hebben Hermann Diels en Walther Kranz fragmenten uit zowel primaire als secundaire bronnen verzameld die verband houden met het orfisme. Enkele primaire bronnen zijn de volgende.
- Benen tabletten uit graftombes uit Olbia.
- Gouden tabletten uit graftombes, gevonden in Zuid-Italië en Griekenland.
- Dervenipapyrus, oorspronkelijk bedoeld om verbrand te worden op de vuurstapel naast het graf.
- Orfische hymnen.